# Szadek
Pour les articles homonymes, voir Szadek (homonymie).
Szadek est une ville de Pologne, située au centre du pays, dans la voïvodie de Łódź. Elle est le chef-lieu de la gmina de Szadek, dans le powiat de Zduńska Wola.

## Histoire
En 1921 , il y avait 535 Juifs pour une population totale de 3 058 habitants. À cette époque, la population juive était principalement concentrée le long de la rue Sieradzka, où ils constituaient près de 90 % des habitants. Au cours de la Seconde Guerre mondiale, 410 Juifs sont prisonniers dans un ghetto. Le 14 août 1942, tous les prisonniers sont déportés au camp d'extermination de Chelmno.